# Scopula lactarioides
Scopula lactarioides är en fjärilsart som beskrevs av Brandt 1941. Scopula lactarioides ingår i släktet Scopula och familjen mätare. Inga underarter finns listade.